# Macrobrachium poeti
Macrobrachium poeti is een garnalensoort uit de familie van de Palaemonidae. De wetenschappelijke naam van de soort is voor het eerst geldig gepubliceerd in 1984 door Holthuis.